# Sri-lankische Badmintonmeisterschaft 2012
Die Sri-lankische Badmintonmeisterschaft 2012 fand Mitte Oktober 2012 in Colombo statt. Es war die 60. Austragung der nationalen Titelkämpfe im Badminton in Sri Lanka.

## Austragungsort
- Royal College Sports Complex, Colombo

## Finalergebnisse
| Disziplin    | Sieger                                       | Finalist                               | Ergebnis     |
| ------------ | -------------------------------------------- | -------------------------------------- | ------------ |
| Herreneinzel | Niluka Karunaratne                           | Dinuka Karunaratne                     | 21-15, 22-20 |
| Dameneinzel  | Thilini Pramodika                            | Lekha Shehani                          | 21-11, 21-14 |
| Herrendoppel | Niluka Karunaratne Dinuka Karunaratne        | Hasitha Chanaka Eranga Chanaka         | 21-19, 21-18 |
| Damendoppel  | Kavindi Ishandika Sirimannage Oshadi Kuruppu | Chandrika de Silva Susmita Illangakoon | 21-14, 21-14 |
| Mixed        | Niluka Karunaratne Thilini Pramodika         | Lasitha Menaka Chandrika de Silva      | 22-20, 21-18 |